# District de Beihu
Le district de Beihu (北湖区 ; pinyin : Běihú Qū) est une subdivision administrative de la province du Hunan en Chine. Il est placé sous la juridiction de la ville-préfecture de Chenzhou.